# Olga Pall
Olga Pall (* 3. Dezember 1947 in Göstling an der Ybbs, Niederösterreich) ist eine ehemalige österreichische Skirennläuferin. Sie wurde 1968 Olympiasiegerin und zugleich Weltmeisterin in der Abfahrt. Im selben Jahr gewann sie punktegleich mit der Französin Isabelle Mir auch den Abfahrtsweltcup. Zudem wurde sie 1968 und 1969 Österreichische Meisterin in dieser Disziplin.

## Biografie
Olga Pall wurde in Niederösterreich geboren, übersiedelte als Dreijährige mit ihrer Familie nach Bischofshofen und wenig später nach Solbad Hall in Tirol. Ihre jüngste Schwester Elisabeth war ebenfalls Skirennläuferin.
Zu Beginn der 1960er-Jahre gelangen Pall erste Erfolge bei Schüler- und Jugendrennen. 1965 feierte sie ihren ersten bedeutenden Sieg in der Abfahrt von Madonna di Campiglio, ein Jahr später wurde sie Zweite in der Kombination von Saint-Gervais-les-Bains. 1966 wurde sie in die Nationalmannschaft des Österreichischen Skiverbandes aufgenommen. In der ersten Weltcupsaison 1967 erreichte sie als bestes Resultat den sechsten Platz in der Abfahrt des Goldschlüsselrennens in Schruns. Größere Erfolge hatte sie bei Rennen außerhalb des Weltcups, bei denen sie den Riesenslalom von Zürs gewann und im Riesenslalom von Innsbruck Zweite wurde.
Im Winter 1968 wurde Pall auch im Weltcup zur Spitzenläuferin und feierte in der Abfahrt der Silberkrugrennen in Bad Gastein am 17. Jänner ihren ersten Weltcupsieg (dies war gleichzeitig der erste Abfahrtssieg für die ÖSV-Damen im Weltcup). Den Höhepunkt ihrer Karriere stellten die Olympischen Winterspiele 1968 in Grenoble dar. Pall wurde in der Abfahrt zwar zu den Mitfavoritinnen gezählt, die internationale Fachpresse tippte aber auf die Französin Isabelle Mir. Diese lag nach ihrem Lauf auch in Führung, die 20-jährige Pall konnte sie aber um fast eine halbe Sekunde schlagen, wurde Olympiasiegerin und gleichzeitig Weltmeisterin. Im Riesenslalom erreichte sie anschließend noch den fünften Platz und im Slalom Rang neun, womit sie in der nur als Weltmeisterschaftsbewerb zählenden Kombinationswertung Fünfte wurde. Mit zwei Weltcupsiegen (die Olympiabewerbe zählten ebenfalls zum Weltcup) und einem zweiten Platz gewann Pall 1968 punktegleich mit Isabelle Mir den Abfahrtsweltcup, im Gesamtklassement wurde sie Achte. Zudem wurde sie österreichische Meisterin in der Abfahrt. Aufgrund ihrer Erfolge wählte man sie 1968 zu Österreichs Sportlerin des Jahres.
Zusammen mit ihrer Schwester Liesl wurde sie am 4. April 1968 im Heavenly Mountain Resort Opfer eines Verkehrsunfalles; beide wurden – auf dem Gehsteig gehend – von einem Kleinbus erfasst. Dabei erlitt Liesl Beinbrüche, während Olga einen Seitenbandeinriss erlitt und eine Wunde am Kopf davontrug.
Anfang Jänner 1969 kam Pall zum einzigen Mal in einem Weltcup-Riesenslalom auf das Podest, feierte am 31. Jänner in der Abfahrt des Arlberg-Kandahar-Rennens ihren nächsten Weltcupsieg und kam in der Saison 1968/69 auf den dritten Platz im Abfahrtsweltcup. Ihren österreichischen Meistertitel konnte sie erfolgreich verteidigen. In der Saison 1969/70 gingen ihre Leistungen jedoch deutlich zurück, der fünfte Platz in der Abfahrt von Bad Gastein war ihr einziges Top-Ten-Resultat. Bei den Weltmeisterschaften 1970 in Gröden kam sie nur auf den 13. Abfahrtsrang. Am Ende des Winters gab Pall ihren Rücktritt vom aktiven Skirennsport bekannt.
Olga Pall absolvierte anschließend eine Ausbildung zur Physiotherapeutin und blieb dem Skisport eng verbunden. Bei den Olympischen Spielen in Lake Placid 1980 und Sarajewo 1984 war sie als Betreuerin des österreichischen Teams tätig. Von 1990 bis 2002 war sie Vizepräsidentin des Österreichischen Skiverbandes und später wurde sie zur Ehrenpräsidentin ernannt. Auch ihr Ehemann Ernst Scartezzini war viele Jahre als aktiver Sportler und Sportfunktionär tätig. Von 1986 bis 2004 war er Präsident des Tiroler Skiverbandes, 2005 wurde auch er zu einem der Ehrenpräsidenten des ÖSV ernannt.

## Erfolge

### Olympische Winterspiele
- Grenoble 1968: 1. Abfahrt, 5. Riesenslalom, 9. Slalom

### Weltmeisterschaften
- Grenoble 1968 : 1. Abfahrt, 5. Riesenslalom, 5. Kombination, 9. Slalom
- Gröden 1970: 13. Abfahrt

### Weltcupwertungen
Olga Pall gewann einmal die Disziplinenwertung in der Abfahrt.
| Saison  | Gesamt | Gesamt | Abfahrt | Abfahrt | Riesenslalom | Riesenslalom | Slalom | Slalom |
| Saison  | Platz  | Punkte | Platz   | Punkte  | Platz        | Punkte       | Platz  | Punkte |
| ------- | ------ | ------ | ------- | ------- | ------------ | ------------ | ------ | ------ |
| 1967    | 19.    | 15     | 12.     | 6       | 15.          | 4            | 21.    | 5      |
| 1968    | 8.     | 89     | 1.      | 70      | 11.          | 16           | 29.    | 3      |
| 1968/69 | 12.    | 61     | 3.      | 36      | 12.          | 23           | 23.    | 2      |
| 1969/70 | 29.    | 8      | 11.     | 8       | –            | –            | –      | –      |

### Weltcupsiege
Pall errang insgesamt 5 Podestplätze, davon 3 Siege:
| Datum            | Ort                  | Land       | Disziplin |
| ---------------- | -------------------- | ---------- | --------- |
| 17. Jänner 1968  | Bad Gastein          | Österreich | Abfahrt   |
| 10. Februar 1968 | Grenoble             | Frankreich | Abfahrt   |
| 31. Jänner 1969  | St. Anton am Arlberg | Österreich | Abfahrt   |

### Österreichische Meisterschaften
- Zweifache österreichische Meisterin in der Abfahrt 1968 und 1969

## Auszeichnungen
- 1968: Österreichische Sportlerin des Jahres – die Wahl fand am 23. Dezember 1968 statt[2], die Ehrung erfolgte am 17. Oktober 1969 beim 13. Sportpressefest in der Wiener Stadthalle.[3]
- 1996: Goldenes Ehrenzeichen für Verdienste um die Republik Österreich